# Irwin McLean
(William Henry) Irwin McLean (né en 1963) est professeur émérite de médecine génétique à l'École des sciences de la vie de l'Université de Dundee ,,,,,.

## Biographie
McLean fait ses études à l'Université Queen's de Belfast où il obtient un baccalauréat ès sciences avec mention en microbiologie en 1985, suivi d'un doctorat en 1988 pour l'analyse électrophorétique et immunologique des protéines impliquées dans la dystrophie musculaire.
Le McLean Lab étudie les troubles génétiques qui affectent les cellules et les tissus de l'épithélium ,,,,, et est financé par le Medical Research Council (MRC)  et le Wellcome Trust .
McLean est élu membre de la Royal Society en 2014.